# Rodolfo Fernandes
Rodolfo Fernandes é um município brasileiro do estado do Rio Grande do Norte.

## História

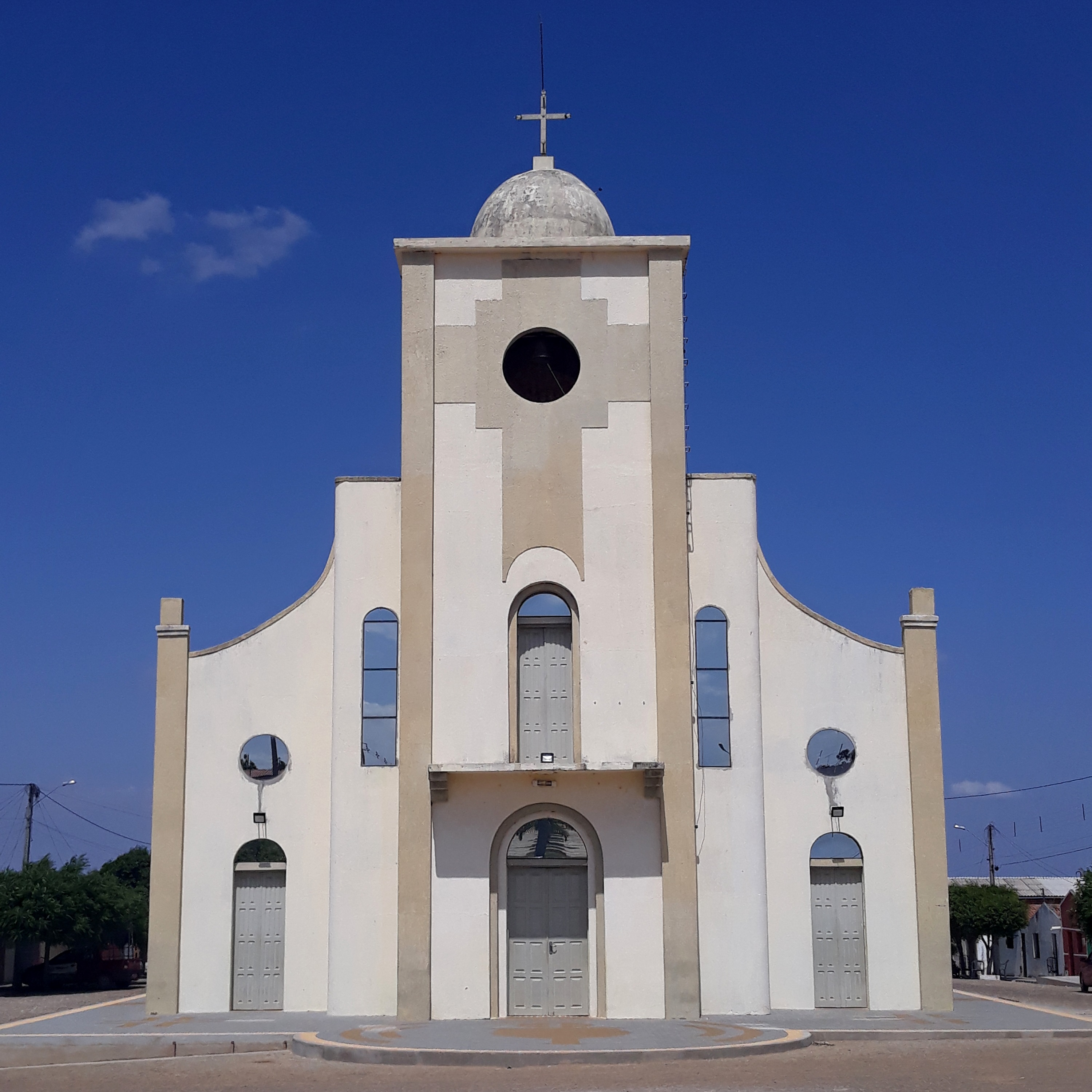
Capela São José, padroeiro de Rodolfo Fernandes (2018) e patrimônio municipal

A origem do município está ligada à fundação do povoado denominado por Fazenda Gatos recebendo numa referência ao santo padroeiro da capela e por que havia na época muitos gatos-maracajás, uma espécie de gato-do-mato, já bastante rara no país. Antes de ser conhecida por Rodolfo Fernandes, esta localidade foi conhecida como Serrotes dos Gatos, Fazenda Gatos e São José dos Gatos.
Quando no ano de 1921 o apodiense Francisco Régis Filho (15 de março de 1884 — 15 de maio de 1967) construiu o açude São José, não imaginava que estava dando inicio à história de Rodolfo Fernandes e, depois, sendo considerado o fundador do município. Os primeiros habitantes do povoado, que se chamaria São José dos Gatos, chegaram em 1930, sendo eles: Pedro de França Lola, João Cordeiro de Melo, Martiniano Melo, José Cazuza Melo, Marcelino Gomes de Brito, Manoel Barbosa, João Barbosa, Cristóvão Colombo Pinheiro de Melo — a maioria natural de Apodi. Em 1935, Régis construiu a capela de São José com a valorosa contribuição da pequena comunidade e dos proprietários de terras da época.
Em 9 de maio de 1962 foi sancionada pelo governador do estado Aluísio Alves a Lei nº 2.763/62, elevando o distrito de Rodolfo Fernandes, que pertencia a Portalegre à categoria de município, oficialmente instalado em 28 de fevereiro de 1963.
O topônimo é uma referência a uma personalidade local, Rodolfo Fernandes de Oliveira Martins, comerciante, industrial e prefeito de Mossoró (na época intendente municipal) de 1926 a 1928, que ficou conhecido por ter derrotado Lampião e seu bando quando estes invadiram a cidade, em 13 de junho de 1927.

## Geografia
De acordo com a divisão do Instituto Brasileiro de Geografia e Estatística (IBGE) vigente desde 2017, Rodolfo Fernandes pertence às regiões geográficas intermediária e imediata de Mossoró; até então, com a vigência das microrregiões e mesorregiões, fazia parte da microrregião de Pau dos Ferros, dentro da mesorregião do Oeste Potiguar. Está distante 369 km de Natal, capital estadual, e 2 150 km de Brasília, capital federal. Limita-se a norte com Potiretama (Ceará) e Severiano Melo; a sul Taboleiro Grande e São Francisco do Oeste; a leste Itaú e novamente Severiano Melo e Taboleiro Grande e, a oeste, Ereré e mais uma vez Potiretama, ambos no estado do Ceará. Ocupa uma área territorial de 154,84 km² (0,2932% da superfície estadual).
O relevo do município, suavemente ondulado, é constituído pela Depressão Sertaneja, na transição entre o Planalto da Borborema e a Chapada do Apodi. As altitudes variam entre 200 e 400 metros, com maior elevação nas serras do Satobá e da Caatinga. O território municipal se situa no embasamento cristalino, formado por rochas metamórficas provenientes do período pré-cambriano médio, com idade entre 1 bilhão e 2,5 bilhões de anos. Os solos são pedregosos e bem drenados, apresentando textura mista, formada tanto por areia quanto por argila, e nível de fertilidade entre médio a alto, caracterizando os solos bruno não cálcicos, chamados de luvissolos na nova classificação brasileira de solos. Por serem pouco desenvolvidos, são cobertos por uma vegetação xerófila, a caatinga, com espécies de pequeno porte que perdem suas folhas na estação seca.
Inserido na bacia hidrográfica do Rio Apodi-Mossoró, cortam o território municipal os riachos da Jitirana, dos Cavalos e dos Gatos. Dentre os reservatórios, o maior é o Açude Passagem, com capacidade para 8 273 877 m³, sendo que sua bacia cobre uma área de 150 km². Outros reservatórios com capacidade igual ou superior a 100 000 m³ são os açudes Riachão (4 140 000 m³), Sossego (2 350 000 m³), Espinheiro (1 200 000 m³) e São José (800 000 m³).
O clima, por sua vez, é semiárido, com temperaturas elevadas durante todo o ano e chuvas concentradas no primeiro semestre. Desde junho de 2004, de acordo com a Empresa de Pesquisa Agropecuária do Rio Grande do Norte (EMPARN), o maior acumulado de chuva registrado em 24 horas registrado na cidade atingiu 115 mm em 27 de dezembro de 2021, seguido por 111,5 mm em 20 de fevereiro de 2009 e 102 mm em 29 de abril de 2021. Março de 2008 é o mês mais chuvoso da série histórica, com acumulado total de 417,9 mm, enquanto o recorde anual pertence a 2009, com 1 287,2 mm.
| Dados climatológicos para Rodolfo Fernandes (2004-2020) | Dados climatológicos para Rodolfo Fernandes (2004-2020) | Dados climatológicos para Rodolfo Fernandes (2004-2020) | Dados climatológicos para Rodolfo Fernandes (2004-2020) | Dados climatológicos para Rodolfo Fernandes (2004-2020) | Dados climatológicos para Rodolfo Fernandes (2004-2020) | Dados climatológicos para Rodolfo Fernandes (2004-2020) | Dados climatológicos para Rodolfo Fernandes (2004-2020) | Dados climatológicos para Rodolfo Fernandes (2004-2020) | Dados climatológicos para Rodolfo Fernandes (2004-2020) | Dados climatológicos para Rodolfo Fernandes (2004-2020) | Dados climatológicos para Rodolfo Fernandes (2004-2020) | Dados climatológicos para Rodolfo Fernandes (2004-2020) | Dados climatológicos para Rodolfo Fernandes (2004-2020) |
| Mês                                                     | Jan                                                     | Fev                                                     | Mar                                                     | Abr                                                     | Mai                                                     | Jun                                                     | Jul                                                     | Ago                                                     | Set                                                     | Out                                                     | Nov                                                     | Dez                                                     | Ano                                                     |
| ------------------------------------------------------- | ------------------------------------------------------- | ------------------------------------------------------- | ------------------------------------------------------- | ------------------------------------------------------- | ------------------------------------------------------- | ------------------------------------------------------- | ------------------------------------------------------- | ------------------------------------------------------- | ------------------------------------------------------- | ------------------------------------------------------- | ------------------------------------------------------- | ------------------------------------------------------- | ------------------------------------------------------- |
| Precipitação (mm)                                       | 84,7                                                    | 121,5                                                   | 148,5                                                   | 152,7                                                   | 91,5                                                    | 40                                                      | 25,8                                                    | 7                                                       | 0                                                       | 8,8                                                     | 10,2                                                    | 16,9                                                    | 707,3                                                   |
| Fonte: EMPARN                                           |                                                         |                                                         |                                                         |                                                         |                                                         |                                                         |                                                         |                                                         |                                                         |                                                         |                                                         |                                                         |                                                         |

## Demografia
No último censo demográfico, Rodolfo Fernandes tinha uma população de 4 418 habitantes, ocupando a 125ª colocação no estado e a 4 493ª no Brasil, com uma densidade demográfica de 28,53 hab/km². Da população total, 50,81% eram do sexo feminino e 49,19% do sexo masculino, resultando em uma razão de 97 homens para cada cem mulheres. Ao mesmo tempo, 84,25% viviam na zona urbana e 15,75% na zona rural. Quanto à faixa etária, 65,26% tinham entre 15 e 64 anos, 25,71% menos de quinze anos e 9,03% 65 anos ou mais.
Na pesquisa de autodeclaração, 49,01% eram pardos, 43,81% brancos e 7,18% pretos. Todos os habitantes eram brasileiros natos, dos quais 58,49% naturais do município (dos 78,2% nascidos no estado). Dentre os naturais de outras unidades da federação, os estados com maior percentual de residentes eram o Ceará (17,48%), a Paraíba (2,93%) e São Paulo (0,47%), havendo ainda naturais de outros oito estados e do Distrito Federal.
Ainda segundo o mesmo censo, 87,39% dos habitantes eram católicos apostólicos romanos, 5,91% evangélicos, 0,94% testemunhas de Jeová e 0,08% esotéricos; outros 5,6% declararam não ter religião e 0,07% não souberam. Rodolfo Fernandes tem como padroeiro São José e faz parte da Paróquia de Itaú. Dentre os credos protestantes ou reformados, algumas das denominações presentes eram a Assembleia de Deus, a Congregação Cristã e a Igreja Adventista do Sétimo Dia, sendo a primeira a maior e mais comum.
O Índice de Desenvolvimento Humano (IDH-M) do município é considerado médio, de acordo com dados do Programa das Nações Unidas para o Desenvolvimento (PNUD). Segundo dados do relatório de 2010, divulgados em 2013, seu valor era 0,604, estando na 89ª posição a nível estadual e na 4 055ª colocação a nível nacional. Considerando-se apenas o índice de longevidade, seu valor é 0,758, o valor do índice de renda é 0,561 e o de educação 0,519. No mesmo ano, 58,62% da população viviam acima da linha de pobreza, 21,92% entre as linhas de indigência e de pobreza e 17,42% abaixo da linha de indigência. No mesmo ano, os 20% mais ricos detinham 49,74% do rendimento total municipal, enquanto os 20% mais pobres apenas 3,66%, sendo o índice de Gini, que mede a desigualdade social, igual a 0,472.

## Política e administração
O primeiro prefeito de Rodolfo Fernandes foi João Câncio Vieira, nomeado pelo governador do estado Aluízio Alves, ocupando o cargo de forma interina por onze meses, de 28 de fevereiro de 1963, data da instalação do novo município, até 1° de fevereiro de 1964, quando foi empossado o primeiro prefeito constitucional, Francisco Germano Filho, com mandato de cinco anos. O atual prefeito é José Flávio Morais, do Movimento Democrático Brasileiro (MDB), eleito como vice-prefeito, assumindo a prefeitura em 4 de março de 2021 por motivo de renúncia do titular.

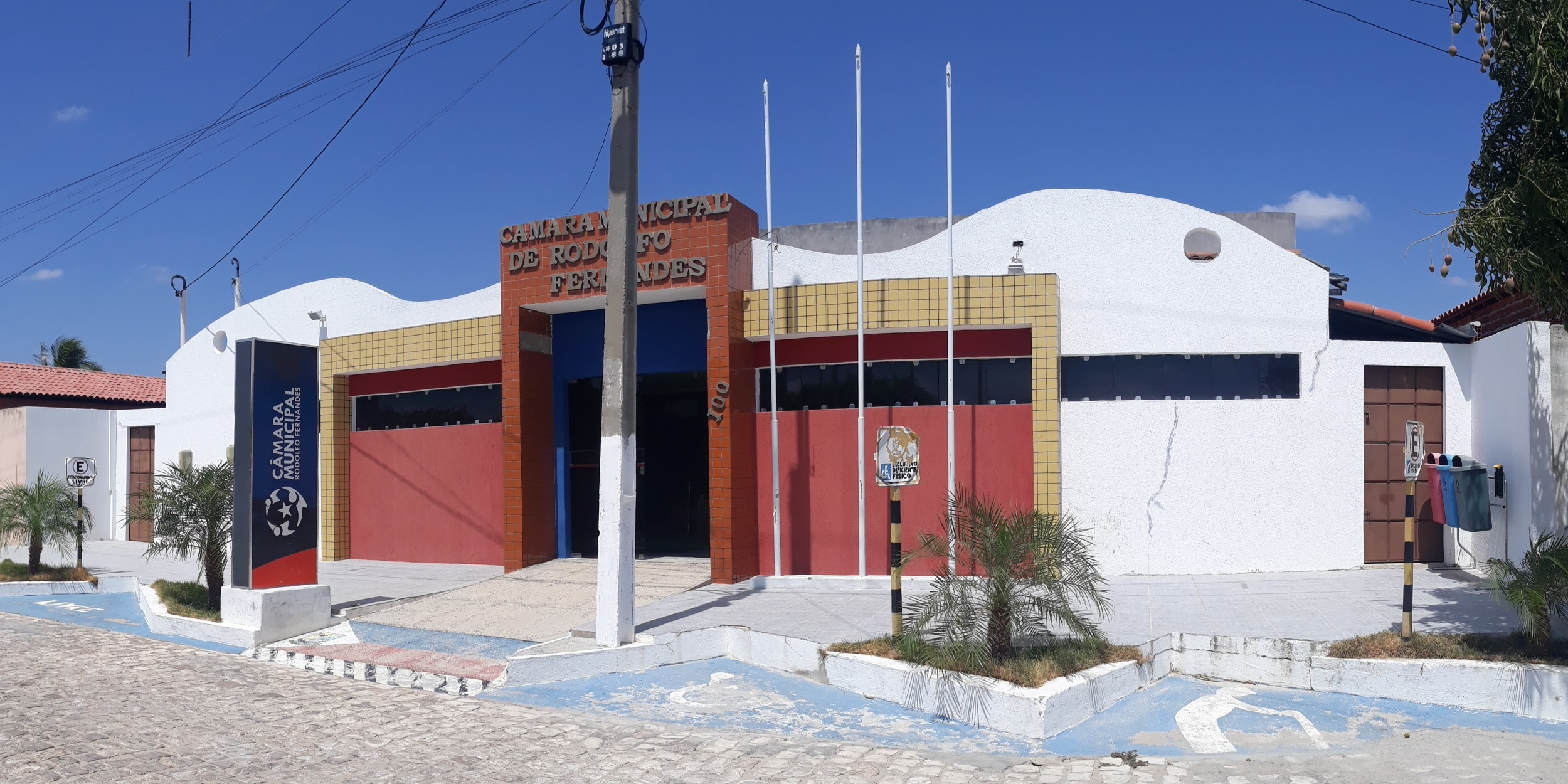
Câmara Municipal de Rodolfo Fernandes, sede do legislativo municipal

O prefeito exerce o poder executivo e é auxiliado pelo seu gabinete de secretários. A administração municipal também é feita por meio do poder legislativo, representado pela câmara de vereadores. Cabe à casa elaborar e votar leis fundamentais à administração e ao executivo, especialmente o orçamento municipal. Tanto os vereadores quanto o prefeito são eleitos pelo voto direto para mandatos de quatro anos. O município se rege por lei orgânica, promulgada em 31 de março de 1990.
Existem também alguns conselhos municipais em atividade, sendo alguns deles: Alimentação Escolar, Assistência Social, Cultura, Desenvolvimento Rural, Direitos da Criança e do Adolescente, Direitos da Pessoa Idosa, Educação, FUNDEB, Habitação, Meio Ambiente, Saúde e Tutelar. Rodolfo Fernandes é termo judiciário da comarca de Apodi, de entrância intermediária, e pertence à 35ª zona eleitoral do Rio Grande do Norte, possuindo, em dezembro de 2020, 4 393 eleitores, de acordo com o Tribunal Superior Eleitoral (TSE), equivalente a 0,187% do eleitorado potiguar.

## Infraestrutura básica
O serviço de abastecimento de água de Rodolfo Fernandes é feito pela Companhia de Águas e Esgotos do Rio Grande do Norte (CAERN), que possui um escritório local na cidade, e a concessionária responsável pelo fornecimento de energia elétrica é a Companhia Energética do Rio Grande do Norte (COSERN), do Grupo Neoenergia, presente em todos os municípios do Rio Grande do Norte. A voltagem nominal da rede é de 220 volts.
Em 2010, o município possuía 86,63% de seus domicílios com água encanada, 99,04% com eletricidade e 88,55% com coleta de lixo. Em 2017, na última Pesquisa Nacional de Saneamento Básico (PNSB), a rede de abastecimento da cidade tinha oito quilômetros de extensão, com 1 235 ligações ou economias, das quais 1 182 residenciais. Em média eram tratados 703 m³/dia de água, sendo que 437 m³ chegavam aos locais de consumo, resultando em um índice de perdas de 37,8%. O índice de consumo per capita chegava a 353,8 litros diários por economia.

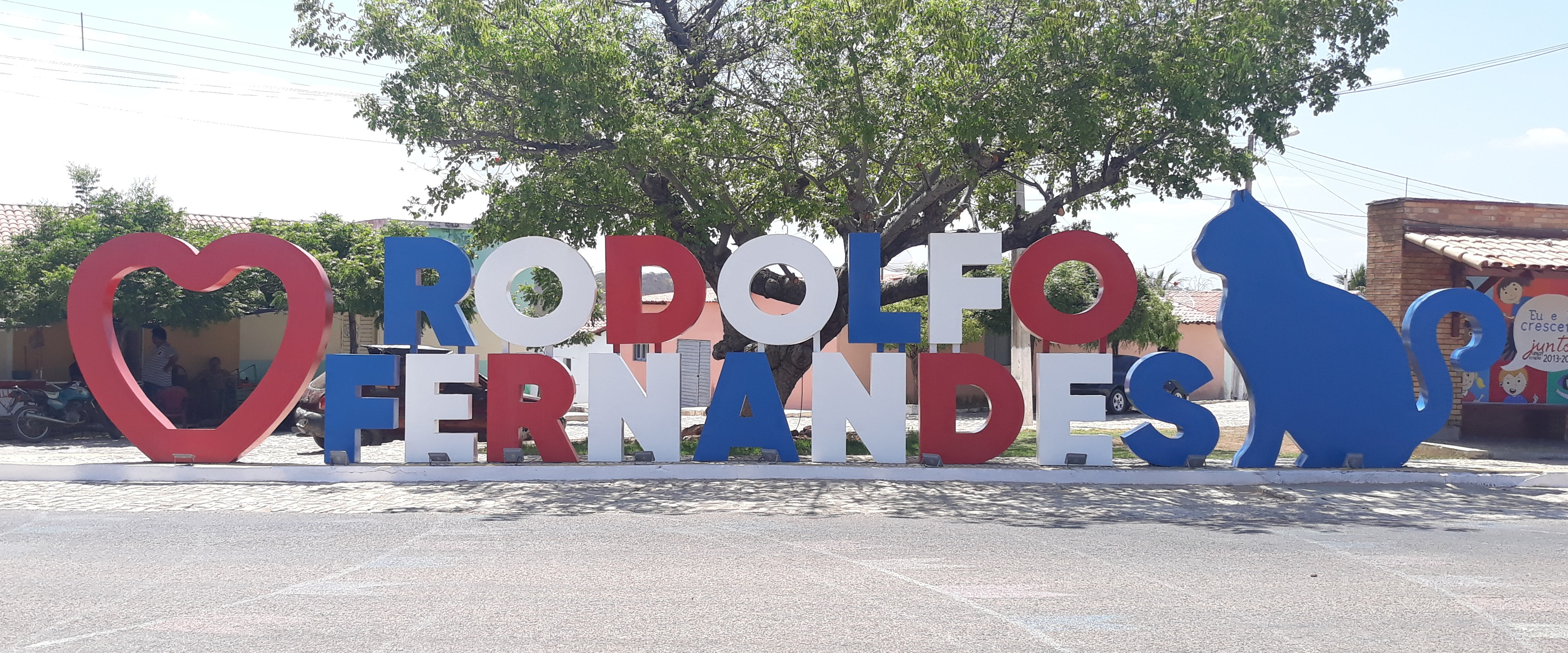
Letreiro de Rodolfo Fernandes na entrada da cidade, às margens da RN-177

O código de área (DDD) de Rodolfo Fernandes é 084 e o Código de Endereçamento Postal (CEP) é 59830-000. Há cobertura de duas operadoras de telefonia, TIM e Vivo, a primeira em 4G e a segunda 3G. No último censo, 60,29% dos domicílios tinham apenas telefone celular, 11,36% celular e telefone fixo, 3,18% apenas o fixo e 25,17% não possuíam nenhum.
A frota municipal em 2020 era constituída de 712 motocicletas, 498 automóveis, 186 caminhonetes, 89 motonetas, 59 caminhões, 32 semirreboques, quinze caminhões trator, quinze micro-ônibus, catorze camionetas, doze reboques, oito utilitários, quatro ônibus e três ciclomotores, totalizando 1 647 veículos. O acesso à cidade se dá apenas pela rodovia estadual RN-177, cujo trecho possui onze quilômetros e parte da rodovia federal BR-405. Esta por sua vez, demarca o limite de Rodolfo Fernandes com Taboleiro Grande.